# Saint-Mard-sur-Auve
Saint-Mard-sur-Auve è un comune francese di 55 abitanti situato nel dipartimento della Marna nella regione del Grand Est.

## Società

### Evoluzione demografica
Abitanti censiti